# Ternant (Charente-Maritime)
Ternant település Franciaországban, Charente-Maritime megyében. Lakosainak száma 381 fő (2022. január 1.). Ternant Mazeray, Saint-Jean-d’Angély, La Vergne és Voissay községekkel határos.

## Népesség
A település népessége az elmúlt években az alábbi módon változott:
| Lakosok száma | 179  | 211  | 215  | 305  | 372  | 374  | 379  | 374  | 371  | 381  |
|               | 1968 | 1982 | 1990 | 2006 | 2013 | 2015 | 2017 | 2019 | 2020 | 2022 |